# Thailandia ai Giochi della XXVIII Olimpiade
La Thailandia partecipò ai Giochi della XXVIII Olimpiade, svoltisi ad Atene, Grecia, dal 13 al 29 agosto 2004, con una delegazione di 42 atleti impegnati in tredici discipline.